# Borivoj Majcen
Borivoj Majcen, slovenski pilot, * 5. marec 1917, Celje, † 24. november 1995, Ljubljana.
Majcen je leta 1936 začel na ljubljanski PF študirati  pravo in postal 1941 absolvent. Leta 1938 je opravil pilotsko šolo za rezervne častnike. Konec leta 1943 se je pridružil partizanskemu letalstvu. V obdobju 1944-1945 je v okviru RAF opravil 61 bojnih poletov.
Od 1945 do 1948 je bil v JLA pilot Jugoslovanskega vojnega letalstva.
Leta 1948 je prešel v civilno aviacijo, do 1962 je bil pilot pri JATu (sedaj Jat Airways) kjer je napredoval do šefa pilotov in šefa inštruktorjev. Leta 1962 je postal prvi šef pilotov pri novoustanovljeni slovenski letalski družbi Adrii Avioprometu., sedaj Adria Airways.
Majcen je spadal med vodilne jugoslovanske letalce. Kot edini slovenski civilni pilot je prejel zlato plaketo in zlati pilotski znak jugoslovanskega vojnega letalstva.